# Estación General Paz
Estación General Paz é uma comuna da província de Córdoba, na Argentina.